# Friedrich Habenicht
Friedrich Habenicht (* 6. Juni 1896 in Heiligenbruch; † 11. Februar 1963 in Schriesheim) war ein deutscher Polizeipräsident und SA-Brigadeführer.

## Leben und Wirken
Friedrich Habenicht war Sohn eines Landwirts und besuchte nach der Volksschule die Fortbildungsschule. Von Ostern 1910 bis 1915 arbeitete er als kaufmännischer Angestellter in einer Samengroßhandlung.
Vom 15. Oktober 1915 bis zum 15. Oktober 1917 nahm er als Soldat am Ersten Weltkrieg teil. Nach mehrmaligen Verwundungen kehrte er als Unteroffizier zurück und arbeitete nach Kriegsende wieder in einem kaufmännischen Betrieb. 1918 war er als Angestellter und bei der Reichspost angestellt, bevor er 1921 als Postschaffner verbeamtet wurde.
Habenicht trat zum 7. September 1925 der NSDAP bei (Mitgliedsnummer 18.013). 1927 war er bereits SA-Führer im Gau Süd-Hannover und ab 1933 hauptamtlicher Führer der SA-Brigade 72 in Wuppertal. Habenicht wurde im April 1934 kommissarisch und am 23. Januar 1935 endgültig zum Polizeipräsident in Wuppertal-Elberfeld ernannt. Im November 1934 schied er aus der Postverwaltung aus, nachdem er zuvor bis zum Postsekretär befördert worden war. Am 20. April 1935 erfolgte seine Ernennung zum SA-Brigadeführer. In diesen beiden Funktionen kandidierte er auf dem Wahlvorschlag der NSDAP auf dem Listenplatz mit der Nummer 322 bei der Wahl zum Deutschen Reichstag am 29. März 1936, zog aber nicht in den nationalsozialistischen Reichstag ein. Er wohnte damals in Wuppertal-Elberfeld, Danziger Straße 21. Am 22. April 1938 wurde Habenicht aus dienstlichen Gründen beurlaubt, der Anlass für die Beurlaubung ist nicht eindeutig ersichtlich. Am 1. März 1939 wurde Habenicht als Polizeipräsident nach Halle (Saale) versetzt. Am 20. Juli 1939 wurde ein Dienststrafverfahren gegen Habenicht eingeleitet, da er in einer Denkschrift scharfe Kritik gegen Ziele und Ausrichtung der Vollzugspolizei geäußert hatte. Das Dienststrafverfahren wurde  durch einen Gnadenerlass vom 21. Oktober 1939 eingestellt. Die Funktion des Polizeipräsidenten von Halle nahm er formell bis zum 14. August 1940 wahr. Am 8. Dezember 1939 wurde Habenicht vom Reichsminister des Inneren zum Nachfolger des bisherigen Polizeipräsidenten von Mannheim, Hermann Ramsperger, mit der Wahrnehmung der Geschäfte des Polizeipräsidenten beauftragt und im Januar 1940 nach Mannheim versetzt. In sein Amt als Polizeipräsident wurde er erst zum 1. August 1940 ernannt. Habenicht blieb bis März 1945 Polizeipräsident von Mannheim.

## Nach 1945
Am 5. Mai 1945 wurde er in Eglofs im Allgäu von den Alliierten verhaftet und in das Interniertenlager Balingen verbracht, wo er bis März 1949 ununterbrochen einsaß. Am 13. Juli 1949 wurde Habenicht von der Sonderspruchkammer des Internierungslagers Balingen in die Gruppe der „Minderbelasteten“ eingestuft und ihm eine Bewährungsfrist von fünf Jahren auferlegt, während dieser Zeit durfte er keine leitende Beamtenstellung bzw. Funktion einnehmen. Habenicht war nach einem amtsärztlichen Gutachten vom 8. August 1950 dienstunfähig und war in der Folge als Versicherungsagent tätig.